# 오오츠카 호츄
오오츠카 호츄(일본어: 大塚 芳忠 おおつか ほうちゅう[*], 1954년 5월 19일 ~)는 일본의 남성 성우 및 내레이터. 오카야마현 출신. 크레이지 박스 소속.

## 출연

### 극장판 애니메이션
- 2024년 기동전사 건담 SEED FREEDOM (알렉세이 코노에)
- 2025년 배트맨 닌자 대 야쿠자 리그 (알프레드 페니워스)